# Czołg piechoty

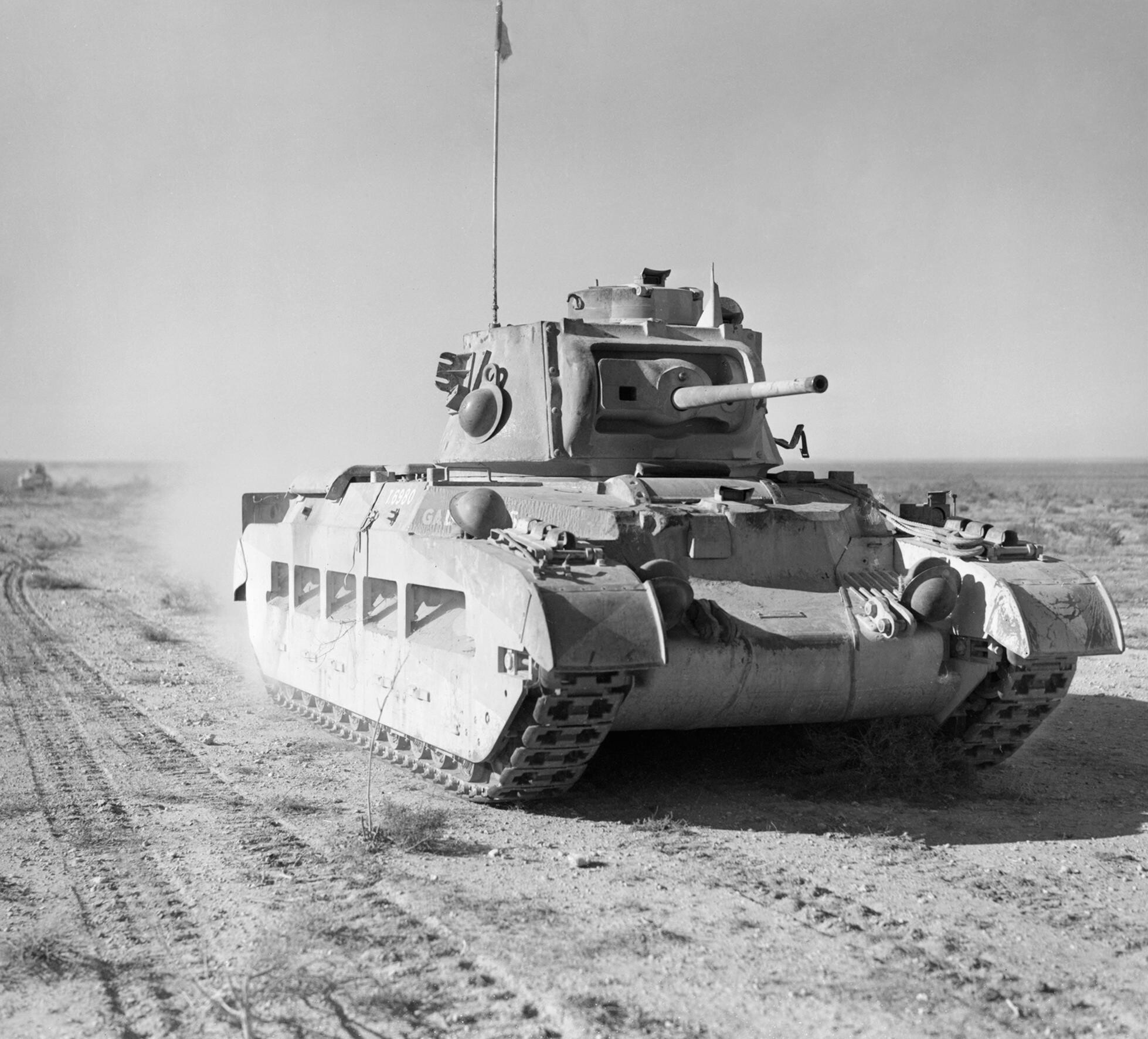
Czołg piechoty Mk II Matilda IIA

Czołg piechoty (ang. infantry tank) – czołg przeznaczony do wsparcia piechoty. Był koncepcją opracowaną i rozwiniętą w Wielkiej Brytanii w okresie przed II wojną światową. W założeniu były to ciężko opancerzone pojazdy mające współdziałać z atakującą piechotą, ich maksymalna prędkość nie musiała być dużo większa od prędkości żołnierza piechoty. Ich zadaniem było wykonanie przełomu w liniach nieprzyjaciela, a do wykorzystania tego przełomu i pościgu miał służyć czołg pościgowy (ang. cruiser tank).
W praktyce okazało się, że brytyjskie czołgi piechoty były zazwyczaj zbyt słabo uzbrojone i o ile potrafiły one wytrzymać wiele trafień, same nie były zdolne do siania dużego zniszczenia w szeregach przeciwnika. Przebieg wojny pokazał, że pomysł czołgu piechoty był chybiony i zaprzestano ich produkcji.
Koncepcji użycia czołgu piechoty odpowiadały również francuskie Renault R-35.
Ostatnim seryjnie produkowanym brytyjskim czołgiem piechoty był Mk IV Churchill.